# 質地取扱の覚
質地取扱の覚（しっちとりあつかいのおぼえ）は、江戸時代の法令。関東郡代の伊奈忠篤が江戸幕府に出した、質地（質入れされた農地）の取扱いに関する質問書に対して、その質問それぞれへの回答という形で元禄8年（1695年）6月に出された覚書である。

## 概略
寛永20年（1643年）3月に出された田畑永代売買禁止令により、農民が耕作地を質入れすることは黙認しても質流れは許さず、年季が来るたびに証文を書き替えて返済期限を延長するという方法によって農地の所有権移動を防いできた。しかし、年月の経過とともに、質入人・質取人の死亡や、質取りした土地を他の者に質入れする「又質（またじち）」「又又質」が行われるなど、土地の所有関係・貸借関係が複雑になっていった。
伊奈忠篤の質問状は、農地の所有関係が複雑化した事例を12ヵ条挙げて、それらに具体的にどのように対処するかという指示を勘定所に仰ぐものであった。質問は、
- 第1項 「田畑屋敷を質に入れて、年季が明けても金を返さない時は、質取人が耕作を始めたり、又質したりしてもよいという証文がある場合」[1]。
- 第6項 「田畑を年季を決めずに質に入れ、金の都合がつき次第いつでも請け返す、といった形式の証文を取りかわしている場合」[1]
- 第8項 「証文を紛失した場合」[1]
- 第10項 「田畑を10両で質に入れたが、年季明けに返済できなかったので、質取人は他へ20両、30両で又質にした。その後、元の質入人が10両で請け返したいと願い出て紛争になった場合」[1]

等で、これに対する勘定所の回答は大まかに、（1）「田畑の質流れを認め、質取人を名請人にする」（2）「田畑の質流れを認めず、質入人の請返し請求権を認め、質入人を名請人とする」の2つに分かれる。その判断の分かれ目は契約証文の内容次第で、証文の文言どおりにすること、又質の規定がないのに又質をしたなら無効、証文がない場合は双方から事情聴取して決める、といった当事者同士で取り交わした契約を重視したものであった。従来は、「年季を決めていない」「質流れを認めている」といった幕府の法に違反した証文は不埒（ふらち）証文として契約そのものを無効とし、不埒証文に連印した名主・組頭も処罰されていた。しかし、質地取扱の覚では、「質流れを認める」といった文言が証文にあればそれを認め、「期限を決めず、借金を返済したら質入れした田畑を請け返す」と証文に記載されていれば何十年経っていようと田畑の請け返しを認めるというように、当事者間の相対取決めが幕府の法よりも優先されることとなった。
これは質流れによる所有権の移転を実質的に認めるもので、田畑永代売買禁止令の事実上の無効化であった。江戸幕府の農業政策の180度の転換を意味するこの「覚」は、「封建的土地所有から、近代的土地所有に移る起点をなした」とされる。

## 発令後
幕府はこの時期100万石近くある関東天領の総検地を行なおうとしていたが、前述の土地の所有関係の複雑化によって検地帳への名義人の記載をどうするかという問題が発生していた。しかし、質地取扱の覚によって、土地所有関係を整理した勘定所は、元禄地方直の準備作業ともいえる検地に着手する。
なお、享保7年（1722年）に発布された流地禁止令によって農地の質流れが再び禁止されるが、大規模な一揆が発生するなど様々な混乱を引き起こすに至り、翌年には禁止令は撤回される。